# Poe Dameron
Poe Dameron è un personaggio immaginario del franchise di Guerre stellari, introdotto nel film del 2015 Star Wars - Il risveglio della Forza; è interpretato da Oscar Isaac. Poe è un pilota di caccia per la Resistenza che conduce inavvertitamente lo stormtrooper rinnegato Finn e la spazzina Jakku Rey in battaglia contro il Primo Ordine. Il personaggio è apparso in diversi prodotti correlati alla saga.
L'interpretazione di Isaac e il personaggio hanno ricevuto recensioni positive; la caratterizzazione di Poe è stata paragonata a quella di Ian Solo nella trilogia originale di Guerre stellari.

## Il personaggio

### Concezione
Durante la fase di sviluppo di Il risveglio della Forza, il personaggio è stato inizialmente chiamato "John Doe" e doveva essere un Jedi, Wedge Antilles, e poi a un cacciatore di taglie con un compagno wookiee; l'idea è stata poi abbandonata con l'inclusione nella storia di Ian Solo e Chewbecca. Era originariamente previsto che Poe morisse all'inizio del film ma, quando Oscar Isaac ha accettato il ruolo, lo sceneggiatore e regista J.J. Abrams ha deciso di far sopravvivere il personaggio.

### Rappresentazione
Il casting di Isaac nel film è stato annunciato per la prima volta il 29 aprile 2014.  Il suo personaggio è apparso per la prima volta nel trailer teaser di 88 secondi de Il risveglio della forza pubblicato da Lucasfilm il 28 novembre 2014,  mentre pilotava un X-wing.  Il nome "Poe Dameron" è stato rivelato da Entertainment Weekly in un mockup di carte collezionabili in stile Topps progettato da Lucasfilm nel dicembre 2014.  È apparso anche nel servizio fotografico di Vanity Fair di Annie Leibovitz del maggio 2015. Il suo nome deriva dall'assistente di J.J. Abrams, Morgan Dameron, che in seguito ha diretto ha diretto i suoi film. Le battute comiche di Poe ne Il risveglio della Forza (come quelle durante l'interrogatorio con Kylo Ren) sono state aggiunte nelle riprese e alcune sono state improvvisate da Isaac.
Particolari elogi sono stati rivolti al film per il casting diversificato, in particolar modo per il trio di protagonisti composto da una donna, un uomo di colore e un latino-americano (in riferimento ad Isaac, che è guatemalteco-americano). Uno spot televisivo della Univision destinato agli spettatori di lingua spagnola è stato incentrato su Poe e aveva un'introduzione di Isaac in spagnolo, lingua parlata dall'attore. Un poster dedicato a Poe è stato rilasciato nel dicembre 2015.

### Caratteristiche
In Il risveglio della forza, Poe è un abile pilota di caccia X-wing per la Resistenza.  Figlio di combattenti dell'Alleanza Ribelle, è un comandante del Corpo di caccia stellari della Resistenza e "uno degli agenti più fidati di Lelia Organa ", testardo e "capace di far volare qualsiasi cosa".  Isaac ha descritto Poe come "il miglior pilota della galassia... È stato mandato in missione da una certa principessa, finisce per imbattersi in [Finn], e i loro destini vengono per sempre intrecciati".
Natalie Zutter e Chris Lough di Tor.com hanno scritto: "Poe è quella creatura rara che sa esattamente cosa vuole fare della sua vita". Isaac ha detto del suo personaggio nel 2015: "Poe è il tipo di ragazzo che vuoi in trincea con te. È diretto, onesto, è incredibilmente leale e un po' spavaldo". Katy Waldman ha scritto per Slate: "Questo è Poe Dameron, pilota stellare, rubacuori, saggio, asso della giacca di pelle, l'OTP di Finn. Quando sorride a [Kylo Ren], tutto fascino sbarazzino e audacia, sappiamo che il film andrà bene".  Lo scrittore di fumetti Charles Soule, creatore della serie Marvel Comics del 2015 Star Wars: Poe Dameron, ha detto del personaggio: "Penso che sia il suo carisma che lo definisce davvero, per me. Poe Dameron è un tipo affascinante. Abbiamo già visto grandi piloti e grandi guerrieri, ma la sua capacità di guidare e inspirare mi sembra piuttosto fresco, così come la sua malizia un po' scattante".  Alex Segura, autore di Star Wars Poe Dameron: Free Fall, ha detto di Poe: "Adoro le complessità del personaggio: è affascinante, un po' un mascalzone, non ha paura di piegare le regole, ma è anche guidato da lealtà, eredità e amicizia. È un eroe, ma in un mondo in cui c'è il bene assoluto e il male assoluto, Poe è un po' grigio".  Rivolgendosi ai primi anni di vita di Poe come esplorato in Free Fall, Segura ha detto che Poe si sente molto responsabile per l'eredità dei suoi genitori e ciò non si mescola sempre bene con la sua curiosità giovanile e il desiderio di avventura. Si tratta del fulcro del conflitto di Poe, il quale cerca sempre di vedere attraverso quello che fa cosa vorrebbero che facesse i suoi genitori; Segura ritiene che si tratta di un'idea "universale", in quanto "Tutti noi cerchiamo di far quadrare le aspettative che gli altri hanno su di noi e alla fine impariamo a creare le nostre regole pur rispettando ciò che è venuto prima".
Nel 2017, prima dell'uscita de Gli ultimi Jedi, Isaac ha detto che Poe è in qualche modo un "figlio surrogato di Leila" e che lei vede in lui il potenziale per diventare un grande leader della Resistenza e oltre. Ha affermato che l'arco narrativo di Poe consiste nell'evolversi da un eroico soldato a un leader esperto, riuscendo a vedere oltre l'ostinazione di vincere una battaglia per avere un quadro più ampio del futuro della galassia, e che Leila vuole spingere Poe a essere qualcosa di più di un "pilota tosto", temprando i suoi impulsi eroici con saggezza e chiarezza.

## Apparizioni

### Film

#### Il risveglio della Forza
Poe Dameron è un pilota stellare decorato appartenente alla flotta della Resistenza guidata dal generale Leila Organa; suo compagno è il droide astromeccanico BB-8. Poe viene inviato da Leila in missione sul pianeta Jakku per recuperare parte di una mappa che conduce alla posizione di Luke Skywalker, fratello di Leila. Il Primo Ordine attacca e il pilota riesce ad affidare la mappa a BB-8, che fugge nel deserto, mentre Poe viene catturato e fatto prigioniero. Kylo Ren tortura Poe per ottenere la posizione della mappa e usa la Forza per penetrargli nella mente e scoprire che è stata affidata a un droide. Poe viene salvato da FN-2187 (ribattezzato dal pilota "Finn"), uno stormtrooper che decide di abbandonare il Primo Ordine in quanto inorridito dalle violenze perpetrate da esso; i due fuggono a bordo di un caccia e si schiantano su Jakku, separandosi nell'impatto. Poe viene dato per morto in quanto il veicolo viene risucchiato nella sabbia, ma successivamente ricompare in testa a uno squadrone di piloti dell'X-wing, conducendo un assalto contro il Primo Ordine al castello di Maz Kanata. In seguito guida il suo squadrone nell'assalto alla base di Starkiller del Primo Ordine e spara personalmente i colpi che distruggono la super arma.
Il romanzo del 2015 Il risveglio della Forza di Alan Dean Foster spiega come Poe abbia ripreso conoscenza e sia riuscito a sopravvivere allo schianto su Jakku, imbattendosi poi nello spazzino Blarina Naka Iit; Poe ha aiutato Naka a sfuggire a uno squadrone di pirati e, a sua volta, Naka ha aiutato Poe a raggiungere la Blowback Town.

#### Gli ultimi Jedi
Poco dopo la distruzione della base Starkiller, la Resistenza evacua la propria su D'Qar con l'avvicinamento del Primo Ordine. Poe guida un contrattacco per permettere ai combattenti della Resistenza di fuggire; Leila ordina poi la ritirata dello squadrone di bombardieri, ma Poe insiste affinché colgano l'occasione per distruggere una delle corazzate del Primo Ordine: riescono nell'intento, ma tutti i bombardieri vengono distrutti e i loro equipaggi uccisi. Leila retrocede Poe al ruolo di capitano come punizione per la sua incoscienza e per non aver seguito gli ordini. Il Primo Ordine conduce un nuovo attacco dopo essere riuscito a seguire la Resistenza attraverso la velocità della luce, impresa precedentemente ritenuta impossibile; quasi tutti i leader della Resistenza perdono la vita, mentre Leila cade in coma. Poe presume di diventare il generale a interim, ma il ruolo di Leila viene preso dal vice ammiraglio Holdo, che respinge i suoi suggerimenti a causa delle sue precedenti azioni avventate. Poe progetta con Finn e la meccanica Rose Tico un piano per disabilitare il localizzatore del Primo Ordine dall'interno del loro star destroyer principale, mantenendo l'operazione segreta a Holdo. Scoprendo che quest'ultima intende far abbandonare alla Resistenza il loro invulnerabile incrociatore, Poe organizza un ammutinamento. Finn, Rose e BB-8 non riescono a disabilitare il localizzatore e Leila, appena risvegliatasi, interrompe l'ammutinamento mettendo fuori combattimento Poe e riprendendo il comando, sebbene sia Leila che Holdo esprimano rispetto per l'audacia di Poe. Leila in seguito rivela a Poe che il piano di Holdo è sempre stato quello di usare l'incrociatore per distrarre il Primo Ordine, permettendo ai trasporti della Resistenza di scappare inosservati. La Resistenza si sposta in una base abbandonata sul pianeta Crait, dove trasmettono un segnale di soccorso ai loro alleati. Poe guida poi un'offensiva contro il Primo Ordine ma non riesce a fermare il suo assalto. Mentre Luke affronta Ren, Poe conduce i restanti membri della Resistenza in una fuga attraverso un passaggio inesplorato ed è coloro che scappano con Rey sul Millennium Falcon.

#### L'ascesa di Skywalker
Un anno dopo gli ultimi avvenimenti, Poe, insieme a Finn e Chewbecca, si dirige a recuperare informazioni su Kylo Ren da una spia del Primo Ordine. In seguito va a Passanna con Rey, Finn, BB-8, Chewbecca e C-3PO per incontrare uno dei contatti di Luke, che pare fosse a conoscenza di un pugnale Sith collegato alla resurrezione dell'imperatore Palpatine, il vero potere dietro il Primo Ordine. Il contatto si rivela essere Lando Calrissian ma, dopo averlo incontrato, il gruppo viene localizzato e inseguito dal Primo Ordine. Riescono a eludere gli inseguitori (nonostante Chewbecca venga apparentemente ucciso), poi si dirigono a Kijimi e si incontrano con Zorii Bliss, un ex membro dell'equipaggio che li aiuta a raggiungere un droide del mercato nero in grado di tradurre la lingua delle scritte sul pugnale Sith. Babu Frik aiuta C-3PO a tradurre le scritte, sebbene ciò costi al droide i suoi ricordi.
Su Kijimi si apprende il passato di Poe: era un trafficante di spezie che abbandonò i suoi amici e la sua squadra quando decise di schierarsi con la Resistenza. Zorii era una dei suoi compagni e nutre ancora molto risentimento per l'abbandono, tentando di ucciderlo dopo averlo incontrato, decidendo di aiutarlo quando Rey la sconfigge in combattimento. Zorii invita Poe a viaggiare con lei per la galassia; Poe, la cui fede nella Resistenza ha subito un duro colpo a causa della mancanza di sostegno nella battaglia di Crait, prende in considerazione l'idea di unirsi all'ex compagna, che poi però lo sprona a finire ciò che la Resistenza ha iniziato. In seguito Zorii aiuta Poe a salire a bordo dello star destroyer, dove si trova Chewbecca. Mentre cercano di salvare il wookiee, Poe e Finn vengono catturati e condannati a morte dal generale Hux, che poi li libera rivelando di essere la spia a causa del rancore che nutre contro Ren. Poe e Finn salvano Rey e Chewbecca a bordo della Millennium Falcon e partono per Kef Bir, la luna oceanica di Endor, dove si trovano i resti della seconda Morte Nera. Poe mostra poca preoccupazione per il benessere di Rey e Finn lo rimprovera per le sue scarse capacità di leadership rispetto a Leila.
Rey lascia Endor dopo il suo confronto con Ren, mentre Poe, Finn e Jannah (loro nuova alleata) tornano alla base della Resistenza, dove apprendono che Leila è morta e ha nominato Poe nuovo generale. Poe è profondamente scosso dall'accaduto e nervoso per la responsabilità di guidare la Resistenza, ma Lando lo sprona raccontandogli come sia riuscito a sopravvivere grazie all'aiuto dei suoi amici. Poe nomina Finn suo co-generale e fa un discorso d'ispirazione alla Resistenza; poi chiede a Lando di reclutare alleati per tutta la Resistenza mentre lui guida un grande attacco contro le Forze eterne dei Sith, tra cui l'Ordine Finale. Dopo un inizio vittorioso la Resistenza viene messa in seria difficoltà e, alla morte dell'amico Snap Wexley, Poe comincia a dubitare della riuscita dell'impresa. Tuttavia, si presenta Lando con un'imponente flotta di sostenitori; ciò, assieme alla morte di Ren e Palpatine, permette alla Resistenza di sopraffare le forza dei Sith Eterni. Tornato alla base della Resistenza, Poe condivide un ultimo momento con Zorii e si riunisce con Finn e Rey durante la celebrazione della vittoria.

#### LEGO Star Wars Christmas Special
Durante il Giorno della Vita successivo alla vittoria, Poe organizza una festa da celebrare con Finn, Max Rebo e la famiglia di Chewbecca, ignaro che nell'avventura nello spazio-tempo vissuto da Rey nel mentre.

#### LEGO Star Wars: Racconti spaventosi
Qualche tempo dopo, Poe e BB-8 effettuano un atterraggio di emergenza su Mustafar per riparare il loro X-wing danneggiato. In attesa della riparazione i due incontrano il signore del crimine Hutt Graballa, il quale sta restaurando l'ex castello di Dart Fener come hotel per il turismo. Intraprendendo un tour con Graballa, BB-8 e Dean (il giovane meccanico di Graballa), Poe ascolta il custode del castello, Vaneé, ex servitore di Fener, che racconta tre storie inaccurate su vari reperti presenti nel castello. Dopo aver terminato i racconti, Vaneé inganna Dean, che si rivela sensibile alla Forza, per fargli aprire un olocrone Sith così da ottenere il potere della Forza artificiale. Vaneé cerca di uccidere il gruppo e di andarsene dal castello, ma viene gettato nella lava da Poe e Dean. Successivamente Dean ripara l'X-wing e parte con Poe e BB-8 per essere addestrato da Rey come Jedi.

### Letteratura
Poe appare in diversi libri e fumetti di Guerre stellari, in particolare appartenenti alla linea Journey to Star Wars, che collega la trilogia sequel della saga con i film precedenti.

#### Libri
Poe viene menzionato per la prima volta nel romanzo young adult del 2015 Moving Target: A Princess Leia Adventure,  di Cecil Castellucci e Jason Fry, ambientato tra L'Impero colpisce ancora e Il ritorno dello Jedi. Poe compare nel libro del 2015 Star Wars: Before the Awakening di Greg Rucka, un libro antologico incentrato sulle vite di Poe, Rey e Finn prima degli eventi de Il risveglio della Forza. Star Wars: Resistance Reborn di Rebecca Roanhorse invece copre la ricostruzione della Resistenza dopo gli eventi di Gli ultimi Jedi.  Star Wars: Poe Dameron: Free Fall di Alex Segura, pubblicato il 4 agosto 2020, esplora i primi anni di vita di Poe e il suo legame con Zorii Bliss.
Poe ricopre anche un ruolo rilevante nei romanzi tratti dai film della trilogia sequel.

#### Fumetti
Yavin 4, la luna su cui si trovava la base ribelle nel film Guerre Stellari, è stato stabilito come il pianeta natale di Poe nella serie a fumetti Star Wars: Shattered Empire del 2015 dopo che Isaac, nato in Guatemala, ha appreso che il luogo delle riprese di Yavin 4 era stato Tikal, in Guatemala.  La serie Shattered Empire presenta i genitori di Poe, membri dell'Alleanza Ribelle: sua madre era Shara Bey, un pilota di ala A compagna di Leila, e suo padre è Kes Dameron, parte di una forza di terra speciale nota come Pathfinders che sono guidati da Ian Solo.
Una serie di fumetti Marvel intitolata Star Wars: Poe Dameron, scritta da Charles Soule e illustrata da Phil Noto, è stata pubblicata tra l'aprile 2016 e il settembre 2018.  L'inizio della serie avviene poco prima de Il risveglio della Forza, per poi incrociare gli eventi del film e superare quelli de Gli ultimi Jedi.

### Televisione
Poe appare nella serie animata Star Wars Resistance, doppiato da Isaac.  La versione Lego di Poe (con quella di BB-8) compare anche nella serie animata del 2016 LEGO Star Wars: The Resistance Rises,  in cui è doppiato da Lex Lang,  e nel corto Poe Dameron contro lo Snowspeeder del Primo Ordine.

### Videogiochi
Poe è un personaggio giocabile nel componente aggiuntivo Il risveglio della Forza nel videogioco del 2015 Disney Infinity 3.0 e una statuetta del personaggio è disponibile separatamente.  È anche un personaggio giocabile nei videogiochi Star Wars: Gli eroi della galassia del 2015, LEGO Star Wars: Il risveglio della Forza del 2016 e Star Wars: Force Arena del 2017. Doveva anche apparire nel gioco per cellulare Star Wars: Rivals, prima della sua cancellazione. Il suo caccia stellare personale X-Wing è giocabile in Star Wars: Battlefront II.

### Merchandising
La Hasbro ha rilasciato una action figure di Poe Dameron alta 9,5 centimetri  e una da 15 centimetri nella loro linea Star Wars: Black Series. Funko ha prodotto tre personaggi di Poe Dameron come parte della loro linea POP! televisiva di personaggi in vinile da 11 centimetri in stile giapponese: il primo presenta il personaggio nella sua tuta da volo, casco e occhiali;  il secondo è una versione esclusiva di Hot Topic nel look della giacca di pelle di Poe dall'inizio del film;  e un terzo è una versione esclusiva con un "vestito da prigioniero" arancione del Primo Ordine e una ferita sul viso. Poe e BB-8 sono presenti in un set Lego Star Wars chiamato Poe's X-wing Fighter, e Poe è disponibile come un personaggio Lego. La Hasbro ha rilasciato una replica indossabile dell'elmo di Poe come parte della sua linea Star Wars: The Black Series nel 2017.

### Parchi a tema
Poe Dameron appare nelle attrazioni del parco a tema Star Tours - The Adventures Continue e Star Wars: Rise of the Resistance, con Isaac che riprende il ruolo.

## Accoglienza
Il personaggio di Poe e l'interpretazione di Isaac hanno ricevuto un'accoglienza positiva. Michael Phillips del Chicago Tribune ha scritto: "Oscar Isaac è una risorsa primaria nei panni di Poe Dameron...  Come Ian Solo di Ford nei tre [film] originali, è il ragazzo che vuoi nella tua squadra, quello che non prende in giro".  Robbie Collin di The Telegraph ha definito Poe "uno spavaldo avventuroso e dall'umorismo secco - in breve, è come fosse Ian Solo 40 anni fa".  Todd McCarthy di The Hollywood Reporter ha descritto il pilota "dal colpo facile" come "un uomo molto nello stampo di Solo", e Manohla Dargis del New York Times ha ritenuto che Poe ricalca "una nuova generazione di Ian Solo". Richard Roeper del Chicago Sun -Times ha osservato che "Isaac ha più di un po' della spavalderia di Ian Solo",  e Ann Hornaday del Washington Post ha affermato che "Isaac porta la giusta quantità di arrogante intelligenza di strada nel suo ruolo". Brian Hiatt dei Rolling Stone ha scritto che "i dialoghi sciolti e jazz di Poe sono stati il primo indizio molto gradito che questi nuovi film avrebbero avuto un tono più umano dei prequel di George Lucas ".  Il Telegraph ha anche elencato le scene di Poe come una delle "14 cose che i fan di Guerre stellari adoreranno de Il risveglio della Forza", scrivendo che "scintillano e sfrigolano di energia" e che "mentre Ian Solo manterrà sempre il primo posto, il Poe Dameron di Oscar Isaac è sicuramente un serio contendente per il titolo di Secondo uomo più figo della galassia".  Peter Travers di Rolling Stone ha scritto che "Isaac trasuda il fascino da ragazzo volante".  Alex Brown di Tor.com ha definito Poe "la più grande aggiunta al canone di Guerre stellari dai tempi di Mara Jade ".  Alcuni critici hanno ritenuto che la rivelazione in L'ascesa di Skywalker  per cui Poe avesse trascorso del tempo come contrabbandiere di spezie in gioventù non si adattava a ciò che il pubblico già sapeva del personaggio dalle sue apparizioni in film, televisione, romanzi e fumetti.
Sia Joanna Robinson di Vanity Fair che Scott Mendelson di Forbes hanno notato l'intensa chimica tra Poe e Finn ( interpretato da John Boyega); Brian Truitt di USA Today ha definito la loro relazione una " bromance".  Le loro scene nel film e i commenti di Isaac durante un'intervista con Ellen DeGeneres, hanno suscitato tra i fan e giornali speculazioni sul fatto che Poe potrebbe essere gay, o essere sviluppato come tale nei film futuri.  Diversi media hanno riportato l'ondata di fanfiction e fan art  che rappresentano Poe e Finn involti in una relazione romantica.  Commentando il cameratismo di Isaac con i membri del cast de Il risveglio della forza, Robinson ha scritto che "il legame più importante che Isaac ha stabilito è stato con John Boyega. Il loro è un flirt che ha lanciato mille fanfiction".  Nonostante il supporto dei fan e la spinta di Isaac per una relazione romantica tra i personaggi, una tale direzione non è stata perseguita in L'ascesa di Skywalker.  La montatrice Maryann Brandon, che ha lavorato sia a Il risveglio della forza che a L'ascesa di Skywalker, ha detto di non aver visto svilupparsi una storia d'amore tra i due personaggi nel filmato dei film, sottolineando che "non ci stava leggendo tanto quanto il pubblico". Brandon ha descritto i personaggi come i "migliori amici. C'è una sorta di fratellanza lì in cui si capiscono e si sostengono a vicenda".